# شهرستان ون بیورن (تنسی)
شهرستان ون بیورن، تنسی (به انگلیسی: Van Buren County, Tennessee) یک سکونتگاه مسکونی در ایالات متحده آمریکا است که در تنسی واقع شده‌است.

## خصوصیات
شهرستان ون بیورن ۷۱۲٫۲۵ کیلومترمربع مساحت دارد.